# Апеляційна комісія закладу вищої освіти
Апеляційна комісія закладу вищої освіти утворюється для розгляду апеляцій вступників у складі Приймальної комісії відповідно до наказу керівника закладу вищої освіти.

## Склад апеляційної комісії
Головою апеляційної комісії призначається заступник керівника цього закладу вищої освіти, який не є членом предметних або фахових атестаційних комісій.
Склад апеляційної комісії формується при прийомі на навчання на основі:
- базової і повної загальної середньої освіти формується з числа провідних науково-педагогічних (педагогічних) працівників закладу вищої освіти та вчителів системи загальної середньої освіти регіону, які не є членами предметної екзаменаційної комісії, комісії для проведення співбесід даного закладу вищої освіти;
- раніше здобутих ступеня молодшого бакалавра, бакалавра, освітньо-кваліфікаційних рівнів кваліфікованого робітника, молодшого спеціаліста, спеціаліста склад апеляційної комісії формується з числа провідних науково-педагогічних (педагогічних) працівників закладів вищої освіти та наукових установ України.

Порядок роботи апеляційної комісії затверджується керівником закладу вищої освіти.
Апеляційні комісії можуть утворюватись у відокремлених структурних підрозділах. Головою апеляційної комісії відокремленого структурного підрозділу призначається один із заступників керівника цього підрозділу.

## Апеляція вступника
Апеляція вступника щодо екзаменаційної оцінки (кількості балів), отриманої на вступному іспиті у закладі вищої освіти подається їм особисто не пізніше наступного робочого дня після оголошення екзаменаційної оцінки.
Апеляція розглядається апеляційною комісією не пізніше наступного дня після її подання у присутності вступника.
Додаткове опитування вступників при розгляді апеляцій не допускається.
Порядок подання і розгляду апеляції повинен бути оприлюднений та доведений до відома вступників не пізніше ніж за 7 днів до початку вступних випробувань.